# Sick’s Agony
Sick’s Agony ist eine 2006 gegründete Depressive-Black-Metal- und Funeral-Doom-Band.

## Geschichte
Die Musiker „Suffer“ und „Blackhate“ gründeten Sick’s Agony 2006 in Treviso. Das Duo veröffentlichte noch im gleichen Jahr das Demo Depressive Instinct im Selbstverlag. Nachkommend blieben weitere Veröffentlichungen jedoch aus. Im Jahr 2013 reaktivierte „Suffer“ das Projekt ohne „Blackhate“ und schloss einen Vertrag mit dem mexikanischen Label Self Mutilation Services, über welches im gleichen Jahr eine EP und eine Kompilation die EP und Demo zusammenfasste erschienen. Mit Towards My Place erschien 2014 ein mehrheitlich hoch gelobtes Studioalbum über das gleiche Label. Es sei eine Veröffentlichung, die es nicht zu verpassen gelte, in sich geschlossen und „kompetent“ bis hin zur Titulierung als „Meisterwerk“.

## Stil
Die von Sick’s Agony gespielte Musik gilt als langsamer und atmosphärisch sehr kalter Depressive Black Metal mit einer Tendenz zum Funeral Doom, die sich insbesondere im reduzierten Tempo und den Wiederholungen der Motive zeige. Vergleiche ziehen Rezensenten zu Forest of Shadows, Inborn Suffering, Ancient Wisdom, Arcana Coelestia, Dolorian und Nortt. Das Gitarrenspiel bleibt langsam und repetitiv auf ein einfaches Riffing konzentriert. Das Schlagzeug stünde diesem, ebenso einfach und repetitiv, jedoch mit einem leichten Groove zur Seite. Der teils gutturale Gesang wird derweil rau und tief präsentiert und der schlichten Melodieführung des Spiels aus Gitarre und hypnotischen Rhythmus im Mix untergeordnet.

## Diskografie
- 2006: Depressive Instinct (Demo, Selbstverlag)
- 2013: Paranoia’s Empire (EP, Self Mutilation Services)
- 2013: Paranoia’s Empire/Depressive Instinct (Kompilation, Self Mutilation Services)
- 2014: Towards My Places (Album, Self Mutilation Services)